# Papa-moscas-do-paraíso-das-mascarenhas
O papa-moscas-do-paraíso-mascarenho (nome científico: Terpsiphone bourbonnensis) é uma espécie de ave passeriformes pertencente à família Monarchidae. É endémico das Ilhas Mascarenhas das Maurícias e da Reunião. Existem duas subespécies reconhecidas: a subespécie nominal da Reunião, também conhecida como papa-moscas-do-paraíso-da-reunião; e T. b. desolata (Salomonsen, 1933) das Maurícias. O papa-moscas-do-paraíso-mascarenho foi originalmente descrito no gênero Muscicapa e na subespécie T. b. desolata foi originalmente descrita como espécie separada.

## Descrição
O papa-moscas-do-paraíso-mascarenho não possui a cauda longa compartilhada por muitos membros do gênero papa-moscas-do-paraíso Terpsiphone e mede 15 a 20 centímetros de comprimento. O macho tem uma cabeça preta com uma faixa cinza no pescoço, garganta, peito e barriga. As partes superiores e a cauda são castanhas e as asas são pretas. O bico é azul brilhante e as pernas acinzentadas. A fêmea é menor que o macho, com o bico mais claro e a cabeça cinza-escura. A subespécie T. b. desolata é maior que a subespécie nominal e tem plumagem mais brilhante.

## Habitat
Os requisitos de habitat desta espécie variam de acordo com a subespécie. T. b. desolata é restrita principalmente a perenes nativas e plantações de Araucaria cunninghamii e A. columnaris. Seu habitat preferido parece ser um dossel fechado com ar parado, mas sem muita vegetação rasteira. A subespécie nominal da Reunião é mais variada em seu habitat, ocupando uma variedade de habitats florestais de 500–600 m (1,600–2,000 ft) metros acima do nível do mar.

## Comportamento

### Alimentação
O papa-moscas-do-paraíso-mascarenho se alimenta de uma variedade de insetos, incluindo besouros, moscas, libélulas, mariposas, gafanhotos e efeméridas. A presa é obtida observando-se de um poleiro e, em seguida, falcoaria do ar ou da vegetação. Também pode recolher insetos da vegetação enquanto está empoleirado. Eles geralmente se alimentam sozinhos, mas podem se juntar a bandos de olhos-branco; tal comportamento é mais comum na Reunião do que nas Maurícias.

### Reprodução
A reprodução é sazonal, de agosto a fevereiro nas Maurícias e de setembro a dezembro na Reunião. O ninho é uma xícara em forma de cone de musgo, líquen e teia de aranha. Dois a três ovos cremosos ou branco-rosados, com manchas enferrujadas, são colocados e depois incubados por ambos os pais por 14 a 16 dias. Os filhotes são alimentados por cinco semanas após a eclosão e permanecem no território de seus pais por 8 a 9 semanas após o nascimento.